# 1876 في فرنسا
فيما يلي قوائم الأحداث التي وقعت خلال عام 1876 في فرنسا.

## سياسة

### تعيين في المنصب
- 30 يناير – جوزيف غارنييه عضو مجلس الشيوخ في الجمهورية الفرنسية الثالثة.
- 30 يناير – لويس بونيت عضو مجلس الشيوخ في الجمهورية الفرنسية الثالثة.
- 20 فبراير – جورج كليمنصو نائب فرنسي.
- 13 ديسمبر – جول أرمان دوفور Senator for life (France) [الإنجليزية]‏.

## ظهور
- 1 يناير – بال أو مولا دو لاغاليت

## مواليد

### فبراير
- 2 فبراير – موريس تورنر

### مارس
- 11 مارس – جورج مارصي عالم آثار فرنسي.

### أبريل
- 2 أبريل – هنري دو جوفنيل سياسي فرنسي.
- 12 أبريل – إميل برييه مؤرخ فرنسي.

### يونيو
- 28 يونيو – روبرت جورين صحفي فرنسي.

### سبتمبر
- 22 سبتمبر – أندريه تارديو

### نوفمبر
- 5 نوفمبر – رايموند دوشامب فيون نحات فرنسي.
- 22 نوفمبر – أناتول دي مونزي سياسي فرنسي.

## وفيات

### يناير
- 1 يناير – لويس أوغست بيسون (مواليد 1814) مصور فرنسي.

### فبراير
- 18 فبراير – أدولف تيودور برونيار (مواليد 1801) عالم نبات فرنسي.

### يونيو
- 8 يونيو – جورج ساند (مواليد 1804)

### أغسطس
- 27 أغسطس – يوجين فرومنتان (مواليد 1820) رسام فرنسي.

### نوفمبر
- 8 نوفمبر – ماريا فيتوريا من بوزو (مواليد 1847)